# یواس‌اس مارکوس آیلند (سی‌وی‌ای-۷۷)
یواس‌اس مارکوس آیلند (سی‌وی‌ای-۷۷) (به انگلیسی: USS Marcus Island (CVE-77)) یک کشتی بود که طول آن ۵۱۲ فوت ۳ اینچ (۱۵۶٫۱۳ متر) بود. این کشتی در سال ۱۹۴۳ ساخته شد.